# میدان نفتی سومار
میدان نفتی سومار یکی از میدان‌های نفتی کشف شده در سال ۱۳۸۸ است که در استان کرمانشاه و در شرق میدان نفت‌شهر و شمال غرب میدان گازی تنگه بیجار واقع شده که نفت خام درجای این میدان ۴۷۵ میلیون بشکه و نفت قابل استحصال آن ۷۰ میلیون بشکه برآورد شده است. 